# Alex Rodrigo Dias da Costa
Alex Rodrigo Dias da Costa, més conegut com a Alex, (nascut el 17 de juny de 1982 en Niterói) és un jugador brasiler professional de futbol. Alex juga com central actualment per al Paris Saint-Germain FC i la selecció brasilera de futbol.

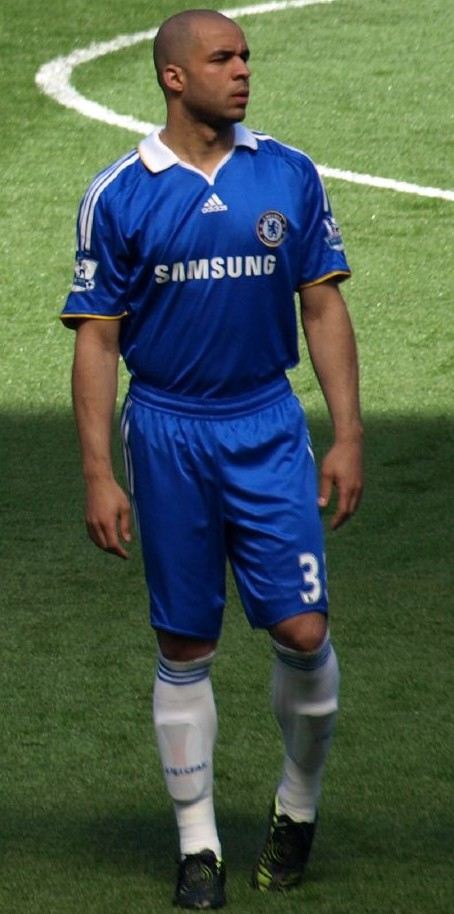
Alex amb la samarreta del Chelsea.